# Brainstorm Artists International
Brainstorm Artists International (B.A.I.) fu un'etichetta musicale statunitense fondata nel 1987 da Gene Eugene e Ojo Taylor. L'etichetta chiuse nel 1997.
Situata a Fullerton, la B.A.I. divenne presto un'importante etichetta nella scena musicale del Christian rock, un genere di rock alternativo basato sulla fede cristiana.

## Artisti
- 4-4-1
- Adam Again
- Bloomsday
- Daniel Amos
- Deliverance
- DigHayZoose
- Dynamic Twins
- Freedom of Soul
- Jon Gibson
- Lifesavers
- Lost Dogs
- Michael Knott
- Rich Young Ruler
- Spooky Tuesday
- The 77's
- The Insyderz
- The Lassie Foundation
- The Prayer Chain
- Undercover